# Evald Rygh
Evald Rygh (26. maj 1842 i Værdalen – 9. maj 1913 i Kristiania) var en norsk finansmand og politiker, bror til Oluf og Karl Ditlev Rygh, far til Per Rygh. 
Efter 1864 at have aflagt juridisk embedseksamen fik Rygh en post i Finans- og Tolddepartementet, hvor han efter en usædvanlig hurtig karriere 1872 var avanceret til ekspeditionssekretær for Finansafdelingen, en stilling, hvortil han havde dygtiggjort sig blandt andet ved et års stipendieophold i England og Frankrig for at studere finansvidenskab og nationaløkonomi. 
Også kommunen lagde snart beslag på den unge kraft, og allerede 1875 indvalgtes han i hovedstadens formandskab, hvis viceordfører han blev 1879. På denne måde flersidig prøvet blev han 1880 udnævnt til borgmester i Kristiania. I adskillige år havde Rygh således indtaget ledende stillinger i det offentlige liv, da han 12. juli 1889 kaldedes til at indtræde som finansminister i den konservative Stang-Gramske regering, der holdt sig til 6. marts 1891. 
Efteråret samme år indvalgtes han som 1. repræsentant for Kristiania på Stortinget 1892—94; blandt andet som medlem af toldkomiteen fik hans indsigt i finansielle sager her udstrakt anvendelse. 1893 overtog han den private stilling som administrativ direktør for Christiania Sparebank, et af landets anseligste pengeinstitutter; desuden var han i alle år, indtil foråret 1903, medlem af direktionen for Kristiania Hypotek- og Realkreditbank, som han 1886 var med at grundlægge.
Ryghs fremragende administrative dygtighed og betydelige arbejdskraft blev for øvrigt udnyttet for en stor mængde offentlige og private hverv. Således deltog han 1872—81 i administrationen for de norske statslån; siden 1883 havde han indehaft forskellige kontrolerende hverv ved jernbanevæsenets overordnede administration, og 1892 blev han formand i en komité til nyordning af hovedstadens baneforhold. 
Flere gange deltog Rygh i kongelige kommissioner til forberedelse af nye love, således 1882 angående retsforhold mellem naboejendomme, ligesom han 1895—96 var formand i den norske komité til forhandling om mellemrigsloven med Sverige, i hvilken indstillingen væsentlig skyldes hans pen (udkom 1896). 1885 tog Rygh initiativet til oprettelsen af Christiania Telefonselskab, hvis direktion han præsiderede, indtil selskabet opløstes, idet dets ejendomme 1. januar 1901 gik over til staten; 1887 gav han, sammen med vejdirektør H.H. Krag og Dr. I.C. Holm, stødet til anlæggene på Holmenkollen i nærheden af Oslo. 
I Selskabet for Norges Vel, hvis sekretær han i unge år havde været, blev Rygh 1894 repræsentantskabets formand. Han nærede stedse en levende interesse for scenens kunst og virkede på en fremtrædende måde for at skabe denne gunstigere vilkår i landet; den frugtbareste anledning hertil fik han som formand i det selskab, der 1886 stiftedes med opførelse af et nationalteater som formål; og da teatret 1899 begyndte sin virksomhed, indtrådte han i dets direktion, hvis formand han var indtil 1908. 
I sin ungdom havde Rygdh udfoldet adskillig virksomhed som journalist; han var således 1868—72 fast medarbejder for udenlandsartiklen i Morgenbladet og leverede også senere fra tid til anden bidrag til dette blad samt til Aftenposten, navnlig om finansielle og andre økonomiske emner, som han desuden behandlede i en del foredrag og brochurer; han havde derhos en væsentlig andel i forarbejderne til det for hovedstadens historie i 19. århundrede betydningsfulde (ved assessor Edward Isak Hambro redigerede) jubilæumsværk Femtiaars-Beretning om Christiania Kommune for Aarene 1837—1886 (1892).